# Loma Bonita, Tlaxco
Loma Bonita är en ort i Mexiko.   Den ligger i kommunen Tlaxco och delstaten Puebla, i den sydöstra delen av landet, 150 km nordost om huvudstaden Mexico City. Loma Bonita ligger 1 315 meter över havet och antalet invånare är 161.
Terrängen runt Loma Bonita är kuperad norrut, men söderut är den bergig. Runt Loma Bonita är det ganska tätbefolkat, med 192 invånare per kvadratkilometer. Närmaste större samhälle är Xicotepec de Juárez, 17,6 km sydost om Loma Bonita. Omgivningarna runt Loma Bonita är en mosaik av jordbruksmark och naturlig växtlighet.